# Janiszów (gmina)
Janiszów (od 1874 Kosin) – dawna gmina wiejska istniejąca w XIX wieku w guberni lubelskiej. Siedzibą władz gminy był Janiszów.
Za Królestwa Polskiego gmina Janiszów należała do powiatu janowskiego w guberni lubelskiej.
Gmina została zniesiona w 1874 roku przez przemianowanie na gmina Kosin.